# Малая Сыя (стоянка)
Малая Сыя — верхнепалеолитическая стоянка на левом берегу реки Белый Июс. Наиболее древнее поселение «человека разумного» в Хакасии, расположенное в 1,5 км от одноименного села. Открыта геологом Н. Д. Оводовым в 1974 году. Исследована в 1975 году новосибирским археологом В. Е. Ларичевым. Примерная площадь поселения — 2000—2500 м². При раскопках была получена большая коллекция каменных орудий; найдены кости оленей, сибирского горного козла, бизона и других животных, на которых охотились древние люди.

## Датировка
По радиоуглеродному анализу древесного угля, оставшегося в очагах, — 34 тыс. лет назад.

## Жилища
На территории поселения были обнаружены остатки наполовину углубленных в глину построек. Вероятно, это были жилища в виде полуземлянок с куполообразной крышей, где жили охотники на северного оленя, горного козла, бизона. Среди каменных орудий найдены ножи, скребки, скребла. Округлые земляные жилища имели куполообразные крыши и площадь до 50 м². Обитало несколько малых семейств.

## Антропология
Физический тип палеолитических обитателей Среднего Енисея был палеомонголоидным. Также существует гипотеза о том, что жители этого поселения являются прародителями всех американских индейцев.

## Культура
Оружие для охоты — наконечники копий и дротиков — изготавливали также из рогов северного и благородного оленя. Жители, судя по оставшимся костям животных, занимались главным образом облавной охотой на северных оленей, горных баранов, козерогов, сайгаков, бизонов, а также — па мелкого пушного зверя. Найдены кости мамонта и шерстистого носорога. В жилищах древних сибиряков обнаружены каменные, костяные и роговые орудия труда и оружие для охоты (наконечники копий и дротиков), сверленые украшения, обработанные резцами. «Малосыйцы» первыми стали добывать в горах руды (гематит, магнетит и малахит), но использовали их только для изготовления красок — растертую в порошок руду смешивали с растопленным жиром. Находки, сделанные Ларичевым, свидетельствуют о том, что для выполнения рисунков на поверхности камня применялись краски разных цветов. Только красная краска имела множество оттенков: от жёлто-красного до ярко-малинового. Среди других предметов на стоянке обнаружен первый музыкальный инструмент — свирель и памятники изобразительного искусства, вырезанные на гальках. Все это хорошо характеризует высокую и сложную культуру древних сибиряков в эпоху древнего каменного века.